# Brooks Atkinson

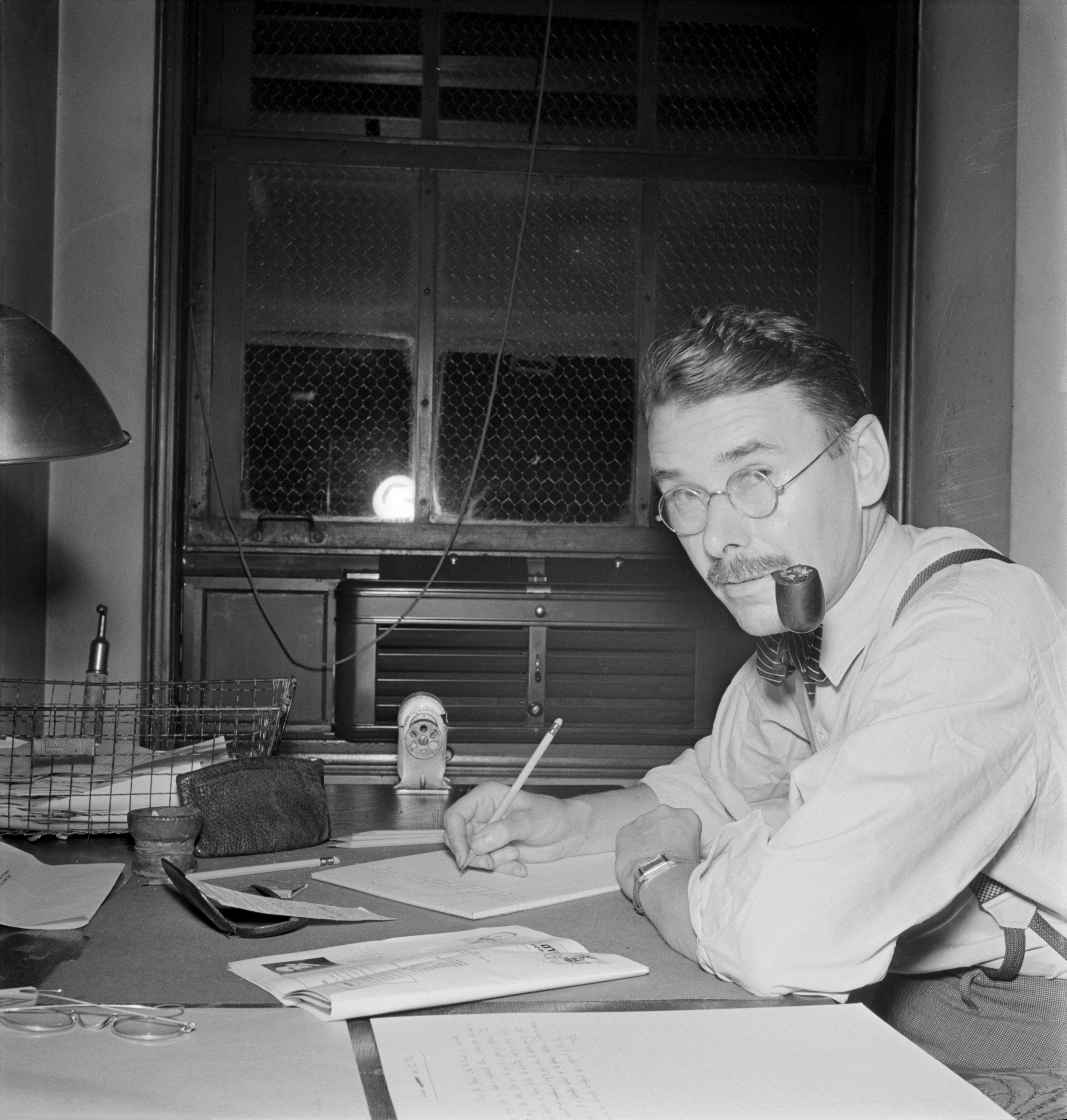
Brooks Atkinson

Justin Brooks Atkinson (* 28. November 1894 in Melrose, Massachusetts; † 14. Januar 1984 in Huntsville, Alabama) war ein US-amerikanischer Theaterkritiker der New York Times zwischen 1925 und 1960. Da die „first-line critics“ in Manhattan erheblichen Einfluss auf den Erfolg der aufgeführten Stücke hatten und er eine der größten Tageszeitungen repräsentierte, konnte er zu einem der einflussreichsten Theaterkritiker überhaupt werden.
Atkinson war der erste Präsident des 1935 gegründeten New York Drama Critics’ Circle, der jedes Jahr den New York Drama Critics’ Circle Award vergibt.
Atkinson studierte bis 1917 an der Harvard University und arbeitete dann bei verschiedenen Zeitungen. 1922 wurde er Literaturkritiker und 1925 Theaterkritiker der New York Times. In dieser Funktion beurteilte er die Broadway-Theaterproduktionen.
Nach dem Angriff auf Pearl Harbor ging er auf eigenen Wunsch als Korrespondent der New York Times nach China, von wo aus er den Pazifikkrieg der USA mit Japan kommentierte. Daraufhin wurde er als Korrespondent nach Moskau gesandt. Für diese Arbeit bekam er 1947 den Pulitzer-Preis. Bis 1960 wirkte er wiederum in New York als Theaterkritiker. 1962 bekam er dafür den Tony Award.
Er förderte unter anderen die Dramatiker Eugene O’Neill und Seán O’Casey und hatte maßgeblichen Anteil an der Aufwertung der Off-Broadway-Szene. 1960 wurde er in die American Academy of Arts and Sciences gewählt.
1960 wurde das Mansfield Theatre am Broadway (47. Straße) nach Brooks Atkinson benannt.

## Werke (Auswahl)
- Henry Thoreau, the Cosmic Yankee, 1927
- East of the Hudson, 1931
- The Cingalese Prince, 1938
- Broadway Scrapbook, 1947
- Once around the Sun, 1951
- Typed Letter Signed, 1962
- This Bright Land: A Personal View, 1972